# Saturnia (Italië)
Saturnia of Saturnia Terme is een plaats (frazione) in de Italiaanse gemeente Manciano, provincie Grosseto. De plaats staat bekend om de thermen. De Cascate del Mulino, zo heten de thermen, zijn zo'n 37,5 graden warm en er hangt een zwavellucht. Het water is helder en heeft een ondergrond van kiezelsteentjes. Ook is er modder te vinden. Het is er heel toeristisch en groot. Er is een stroming in het water en dichtbij is een tentje waar je wat kan eten. De thermen waren al bekend bij de Romeinen. Het water stroomt enkele kilometers westelijk van de thermen in de Albegna. Dichtbij is ook het 'Golf en Spa-resort'. 

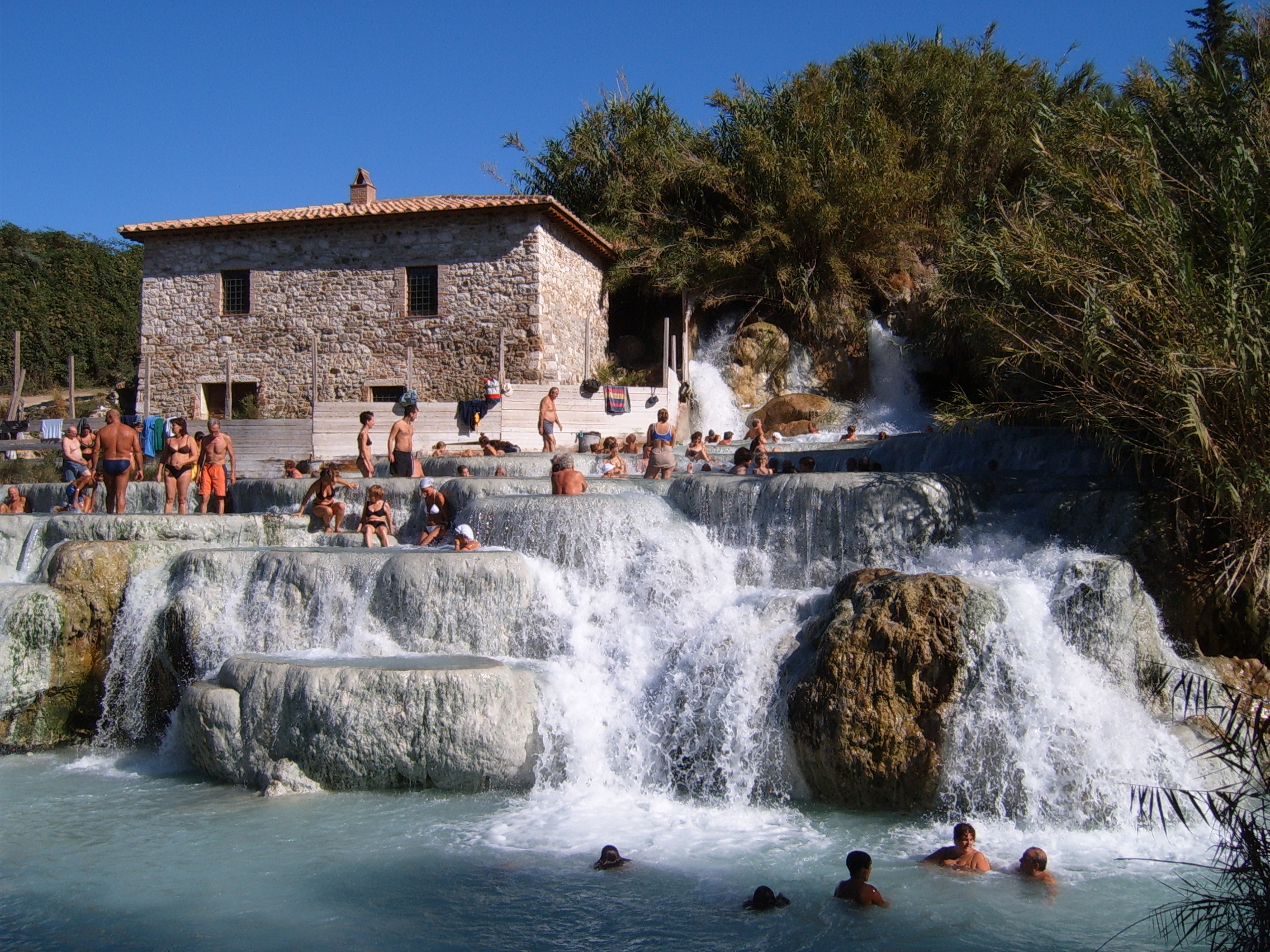
Saturnia